# Seututie 295
Pour les articles homonymes, voir Route 295.
La route régionale 295 (finnois : Seututie 295)  est une route régionale allant de Hämeenkoski à Hollola jusqu'à Levanto à  Mäntsälä en Finlande,,.

## Présentation
La seututie 295 est une route régionale d'Uusimaa.
Entre Hämeenkoski et Kärkölä, la toute est assez étroite et sinueuse.
Du village de Kärkölä au sud de Järvelä (Kirkkomäki), il y a aussi un itinéraire pour la circulation douce trafic le long de la route. 
La route traverse à la fois le village de Kärkölä et Järvelä.